# Plososari (Puri)
Plososari is een bestuurslaag in het regentschap Mojokerto van de provincie Oost-Java, Indonesië. Plososari telt 3700 inwoners (volkstelling 2010).